# Конрад фон Вайкерсхайм
Конрад фон Вайкерсхайм (на немски: Konrad von Weikersheim; * ок. 1120 във Вайкерсхайм; † сл. 1170) е господар на Вайкерсхайм и Пфицинген (1153 – 1170) в Баден-Вюртемберг. От него произлизат господарите на Хоенлое.

## Произход
Той е син на Конрад II фон Пфицинген († сл. 1141) и София фон Хоенщауфен († сл. 1135/1140), незаконна дъщеря на крал Конрад III († 1152) и Герберга. Внук е на Конрад фон Пфицинген († сл. 1103) и правнук на Гундело фон Пфицинген († сл. 1103). Брат е на Хайнрих фон Вайкерсхайм († сл. 1170).

## Деца
Конрад фон Вайкерсхайм се жени и има децата:
- Конрад фон Вайкерсхайм-Хоенлое († сл. 1183)
- Хайнрих фон Вайкерсхайм-Хоенлое († сл. 1182), господар на Хоенлое
- Адалберт фон Хоенлое-Вайкерсхайм († сл. 1182), господар на Вайкерсхайм и Хоенлое